# Sydney Swans
Gli Sydney Swans sono una squadra di Football Australiano che gioca al Sydney Cricket Ground (SCG), il campo principale di cricket di Sydney. Il Football Australiano gode di maggiore popolarità soprattutto negli altri stati australiani, soprattutto nel Victoria, gli Swans sono la prima squadra nella storia dell'AFL con sede a Sydney, nel Nuovo Galles del Sud, e più in generale al di fuori dello Stato del Victoria.
Gli Swans erano la squadra di South Melbourne, nata nel 1874, ma la loro sede è stata spostata a Sydney nel 1981 quando l'AFL (Australian Football League, la lega dell'football australiano) ha deciso di espandere il campionato a tutta l'Australia mentre, in precedenza, il campionato includeva solo le squadre dello Stato di Victoria. A quel tempo la lega si chiamava semplicemente la Victorian Football League (o VFL).
Prima del trasferimento di sede South Melbourne era riuscita a vincere il titolo della VFL per 3 volte nel 1909, nel 1918 e nel 1933.
Nel 2005 gli Sydney Swans hanno vinto il campionato battendo in finale i West Coast Eagles, e portando per la prima volta il trofeo a Sydney. 
Nel 2006 la finale tra Swans ed Eagles si è ripetuta, vedendo però questa volta West Coast prevalere anche se solo di un punto (85 ad 84).
Nel 2012 vince il suo quinti titolo.

## Giocatori
I più famosi giocatori in attività sono Barry Hall, Adam Goodes (due volte vincitore della Brownlow Medal per il miglior giocatore della AFL), Michael O'Loughlin, Brett Kirk, Tadgh Kennelly, e Leo Barry.

## Campionati Vinti
- VFL/AFL (5)

1909, 1918, 1933 (Sud Malburne), 2005, 2012
- VFA

1881, 1885, 1888, 1889, 1890.